# Sensul vieții

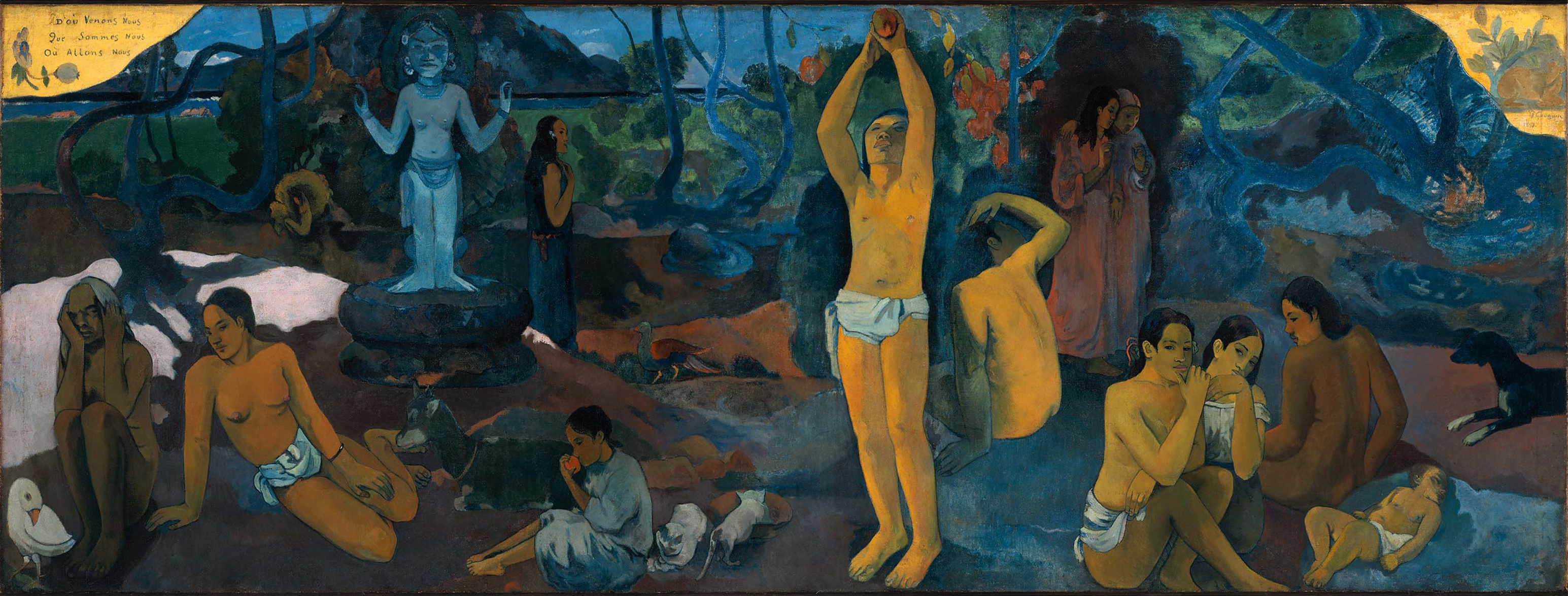
De unde venim? Ce suntem noi? Unde mergem?, una dintre cele mai faimoase picturi postimpresioniste de Paul Gauguin

Sensul vieții este o întrebare filozofică privind semnificația vieții sau a existenței în general. Această întrebare poate fi, de asemenea, exprimată în diferite forme, cum ar fi "De ce suntem aici?", "Ce este viața în general?",  "Care este scopul existenței?" și "Ce suntem noi?" Acesta a fost subiectul multor speculații filosofice, științifice și teologice de-a lungul istoriei. Au existat un număr mare de răspunsuri propuse la aceste întrebări, răspunsuri provenite din numeroase și diferite medii culturale și ideologice.
Sensul vieții care este perceput derivă din contemplarea filosofică, religioasă, precum și din cercetările științifice despre existență, legături sociale, conștiință și fericire. Sunt implicate și alte aspecte, cum ar fi semnificația simbolică, ontologia, valoarea, scopul, etica, binele și răul, voința liberă, existența unuia sau a mai multor zei, concepțiile despre Dumnezeu, sufletul și viața de apoi.